# Свердловина горизонтальна
Свердловина горизонтальна (рос. скважина горизонтальная; англ. horizontal well; нім. Horizontalbohrung f, Horizontalbohrloch n) — свердловина, стовбур якої в продуктивному пласті спрямований паралельно площині горизонту; протилежне — свердловина вертикальна.

## Загальний опис
Перші свердловини з декількома бічними стовбурами були пробурені в Україні і Росії в 1941 р., ще декілька таких свердловин пробурили в 1968 р. в Східному Сибірі і до середини 1980-х років такого буріння більше не велося. Починаючи з 1979 р. обсяги горизонтального буріння збільшувалися з кожним роком. У 1986 р. сесія чергової світової нафтогазової конференції була повністю присвячена горизонтальному бурінню, Міжнародний нафтовий конґрес 1987 р. теж присвятив цій проблемі належну увагу. У кінці ХХ ст. (1995 р.) технологія проведення горизонтальних свердловин вдосконалена і набуває все більшого поширення.
Свердловини з горизонтальним стовбуром (СГС) відрізняються від похило-скерованих свердловин тим, що частина стовбура проходить по продуктивному пласту. СГС буряться з метою збільшення дебіту свердловин. Буріння СГС дає змогу рентабельно експлуатувати родовища, які вважались нерентабельними при їх розробці із застосуванням вертикальних свердловин.
СГС класифікуються за радіусом кривизни (з малим, середнім і великим радіусом кривизни) та інтенсивністю набору зенітного кута.
У свердловинах з малим радіусом кривизни (9-14 м) темп набору зенітного кута складає 4,1–6,3о на метр. Довжина ділянки набору зенітного кута у свердловині складає 23–28 м. Буріння таких свердловин ведеться шарнірними компоновками з малими (150–160 мм) діаметрами доліт. Бурильні труби гнучкі із шарнірами. Кріплення пробуреної дільниці не ведеться. Такі технології використовуються для буріння коротких (до 200–250 м) стовбурів із вже пробурених експлуатаційних свердловин з невеликим відходом від вісі свердловини.
У свердловинах з середнім радіусом кривизни (91–152 м) темп набору зенітного кута 26–66о на 100 м. Довжина ділянки набору зенітного кута складає 150–800 м. Буріння таких ділянок ведеться звичайними короткими компоновками з невеликою інтенсивністю набору зенітного кута (до 45о на 100 м) та спеціальними компоновками при більш інтенсивному темпі набору зенітного кута. Геофізичні дослідження ведуться через бурильні труби. Такі профілі використовуються для буріння горизонтальних стовбурів свердловин довжиною до 900 м.
У свердловинах з великим радіусом кривизни (366–914 м) темп набору зенітного кута 6–20о на 100 м. Довжина ділянки набору зеніт-ного кута складає 300–1200 м. Буріння таких ділянок ведеться звичайними короткими компоновками, звичайними бурильними трубами, геофізичні дослідження ведуться через труби. Такі профілі використовуються для буріння горизонтальних стовбурів довжиною від 1500 м і більше. Із збільшенням довжини горизонтальної ділянки стовбура збільшується навантаження на бурильну колону. Для буріння СГС необхідно використовувати верхній привід бурових установок, потужні насоси, високоякісні промивальні рідини. 
Проектування горизонтальних свердловин ведеться із врахуванням сил тертя бурильної колони при її спуску і підйомі та провертан-ні, режиму промивки, що забезпечує очищення свердловини від вибуреної породи, проведення геофізичних досліджень, забезпечення стійкості стінок свердловини та методів її кріплення.
Системи похило-спрямованого буріння мають велике значення для нафтогазової промисловості при розробці морських родовищ, родовищ з обмеженим доступом до майданчиків розміщення бурового обладнання, в регіонах зі складними кліматичними умовами і з протяжними по довжині профілями горизонтальних ділянок свердловин.
Довжина горизонтальних свердловин весь час збільшується. На 2000 рік вона сягала 8-10 км. На 2017 р. — 15 км.

## Профілі горизонтальних свердловин

Рис. 1. Порівняння типів горизонтальних свердловин

Табл. 1. Порівняння типів горизонтальних свердловин

Горизонтальні свердловини не завжди мають кут 90о, так як продуктивні пласти, на які вони закладаються, як правило, мають певний кут падіння. З точки зору буріння гірських порід, немає суттєвої різниці, між свердловинами з великим зенітним кутом і свердловинами з зенітним кутом 90о. Абсолютно неважливо, який зенітний кут має свердловина: 88,90о чи 92о. Однак зенітний кут ділянки з великим кутом і горизонтальної ділянки впливає на схему закінчування і подальші ремонтні роботи.
Горизонтальні свердловини характеризуються радіусом кривизни ділянки набору зенітного кута, після чого приходять до горизонтальної ділянки. На практиці зазвичай виділяють три основних типи свердловин (рис. 1, табл. 1).
Свердловини з великим радіусом кривизни.
Горизонтальні свердловини з великим радіусом кривизни характеризуються інтенсивністю набору зенітного кута 2 — 6 град / 30 м (100 фут), який дає радіус викривлення 900—290 м (3000 тисячі фут). Проводка свердловини такого профілю здійснюється за допомогою звичайного інструменту для направленого буріння. Горизонтальні ділянки мають довжину до 2500 м (8000 фут). Свердловина з таким профілем добре підходить для тих випадків, коли для досягнення заданої точки входження в пласт потрібне велике горизонтальне відхилення.
Свердловини з середнім радіусом кривизни.
Горизонтальні свердловини з середнім радіусом кривизни мають інтенсивність набору зенітного кута 7 — 35 град / 30 м (100 фут), радіуси кривизни 50 — 300 м (160—1000 фут) і горизонтальні ділянки довжиною до 2500 м (8000 фут). Ці свердловини буряться за допомогою спеціальних гідравлічних вибійних двигунів і звичайних елементів бурильних колон. Компоновки з подвійним перекосом розраховані на набір зенітного кута з інтенсивністю до 35 град / 30 м (100 фут). Горизонтальну ділянку бурять звичайними компоновками, включаючи вибійний двигун з регульованим кутом перекосу (SMA). Такий профіль свердловини застосовується для буріння на суші і багатовибійного буріння.
На практиці свердловина вважається з середнім радіусом викривлення, якщо роторну компоновку (ВНА) низу бурильної колони не можна обертати після проходження ділянки набору зенітного кута з середнім радіусом викривлення. Максимальна інтенсивність набору зенітного кута при бурінні на початку криволінійної ділянки із середнім радіусом кривизни при бурінні обмежена межами на вигин і обертання для бурильних труб за стандартом АРІ. Свердловини малого діаметра з більш гнучкими трубами мають більш високі допустимі максимальні значення різких перегинів стовбура (DLS).
Свердловини з малим радіусом кривизни.
Горизонтальні свердловини з малими радіусами кривизни мають інтенсивність викривлення набору зенітного кута 5 — 10 град / метр (1 — 1 / 2– 3 град / фут), якому відповідає радіус викривлення 12,2 — 6,1 м (40 — 20 фут). Довжина горизонтальної ділянки знаходиться в діапазоні 60 — 275 м (200—900 фут). Свердловини з малими радіусами викривлення буряться за допомогою спеціального бурильного інструменту і за спеціальною технологією. Такий профіль найбільше поширений при бурінні додаткових стовбурів з наявних свердловин.
Свердловини з надмалим радіусом кривизни.
Крім вищевказаних існує схема з надмалим радіусом кривизни, за якою можна змінити напрям свердловини від вертикального до горизонтального з радіусом 0,3 — 0,6 м (1 — 2 фут). При цьому застосовується система буріння спеціального призначення з високонапірним гідромоніторним промиванням, при якому формується стовбур діаметром 3,8 — 6,4 см (1,5 — 2,5 дюйма) і завдовжки 30 — 61 м (100—200 фут).

## Буріння свердловин з різним радіусом кривизни

### Буріння свердловин з великим радіусом кривизни
На рисунку 1 показано профіль свердловини з великим радіусом кривизни. Слід зазначити, що свердловина повинна змінити напрям від вертикального до горизонтального на глибині 300—900 м (1000 — 3000 фут) по вертикалі. Глибина вертикальної ділянки залежить від інтенсивності набору зенітного кута на криволінійній ділянці і зенітного кута на ділянці стабілізації, що входять до профілю свердловини. Ділянки стабілізації часто плануються у профілях свердловин для того, щоб забезпечити горизонтальне відхилення, необхідне для входження в пласт у заданій точці. Вони також дозволяють потрапити у задану точку при відхиленні фактичної інтенсивності набору зенітного кута від проектної.
Початкова інтенсивність набору зенітного кута зазвичай менша 4 град / 30 м (100 фут) і задається для зменшення крутного моменту і сил опору при обертанні і підйомі бурильної колони. Зенітний кут свердловини на ділянці стабілізації, якщо він входить до профілю свердловини, знаходиться в діапазоні 25 — 60 град і залежить від горизонтального відхилення, необхідного для входження в пласт у заданій точці. Кінцева інтенсивність набору зенітного кута перед горизонтальною ділянкою часто складає 4 — 6 град / 30 м (100 фут), але може бути і вищою, на рівні 8 — 10 град / 30 м (100 фут).
Свердловини з великими радіусами викривлення можна бурити набором компоновок для звичайного направленого буріння. Початкове викривлення свердловин проводиться компоновками з вибійними двигунами. Такі компоновки можуть містити звичайний вибійний двигун з кривим перехідником, але зазвичай застосовують вибійний двигун з регульованим кутом перекосу (SMA). Якщо вибійний двигун з SMA використовується для буріння ділянки набору зенітного кута, то його зазвичай застосовують і для буріння ділянки стабілізації зенітного кута. Якщо замість вибійного двигуна з SMA для початкового викривлення свердловини використовують вибійний двигун з кривим перехідником, ділянку стабілізації зенітного кута часто бурять роторною компоновкою (ВНА). Після проходження ділянки стабілізації зенітного кута для набору зенітного кута перед горизонтальною ділянкою використовують компоновку, що включає вибійний двигун з регульованим кутом перекосу (SMA).
Горизонтальну ділянку зазвичай бурять вибійним двигуном з регульованим кутом перекосу, розрахованим на інтенсивність різкого перегину 2 — 3 / 30 м (100 фут) при орієнтованому бурінні (установка пристрою в положення на буріння зі зміною кута). Уникають застосовувати компоновки з великими кутами перекосу, щоб звести до мінімуму крутний момент на роторі і навантаження на гак при підйомі і збільшити стійкість долота і міжремонтний період вибійного двигуна. Рейси з роторними компоновками здійснювалися успішно в тих горизонтальних ділянках, де не було потрібно управляти азимутом свердловини. Переважно використовуються компоновки, що включають вибійний двигун з регульованим кутом перекосу, так як вони забезпечують високу якість управління зенітним кутом і азимутом.
Переваги профілів з великим радіусом викривлення — більш низька інтенсивність різких перегинів (DLS); — довга горизонтальна ділянка (порівняно з профілем з малим радіусом викривлення); — можливість досягнення великого горизонтального відхилення вибою від гирла в плані; — можливість застосування технологій і обладнання, що використовуються для звичайного направленого буріння; — збільшення частки роторного буріння дозволяє поліпшити показники будівництва свердловини; — використання стандартних бурильних і обсадних труб; — зменшення обмежень на діаметри свердловини і обладнання; — можливість розширення діапазону схем закінчування; — пристосованість до геофізичних досліджень свердловини і відбору керну; — можливість буріння компоновками, що включають вибійний двигун з регульованим кутом перекосу.
Недоліки профілів з великим радіусом викривлення — велика протяжність ділянок свердловини, на яких необхідно контролювати траєкторію; — велика протяжність відкритого стовбура (можливо більше ускладнень); — збільшується загальна довжина свердловини; — можливе збільшення вартості будівництва свердловини; — потрібно більше обсадних труб.

### Буріння свердловин з середнім радіусом кривизни
При середніх радіусах траєкторія свердловини може міняти положення від вертикального до горизонтального при глибині свердловини по вертикалі 90 — 300 м (300—1000 фут). Відомо багато систем для буріння свердловин з середнім радіусом викривлення. Вони об'єднують різні схеми з вигнутим корпусом вибійного двигуна, з корпусом з можливістю регулювання кута перекосу кривих перехідників і стабілізаторів.
При бурінні свердловин з середнім радіусом викривлення в ділянці з високою інтенсивністю набору зенітного кута застосовуються компоновки з подвійним перекосом. Вони розраховані на набір зенітного кута з інтенсивністю до 35 град / 30 м (100 фут) при орієнтованому положенні компоновки (тобто без обертання бурильної колони). Проектна інтенсивність набору зенітного кута визначається розмірами і розміщенням відхиляючих пристроїв і стабілізаторів і зазвичай для вибійних двигунів досягає 16 град / 30 м (100 фут). Компоновки з одним відхилювачем можуть бути застосовані як при роторному бурінні, так і при бурінні з вибійним двигуном.
Кріплення свердловин обсадною колоною.
Зазвичай обсадна колона встановлюється безпосередньо над точкою відхилення свердловини від вертикалі або новий стовбур забурюється з існуючої обсадної колони.
Переваги профілів з середнім радіусом викривлення — зменшення довжини відкритого стовбура порівняно з профілем свердловини з великим радіусом викривлення; — застосування звичайного бурового обладнання; — можливість зменшити крутний момент і зусилля на гаку при підйомі; — управління траєкторією свердловини здійснюється на більш короткому інтервалі. Поєднання меншого вигину і рідшої зміни конструкцій компоновки полегшує отримання рівномірної інтенсивності набору зенітного кута; — можливість забезпечити, порівняно з викривленням свердловини за малим радіусом, велике горизонтальне відхилення; — більш широкий діапазон варіантів закінчування порівняно з малим радіусом. Можливість проводити каротаж і відбір керну; — зменшення обмежень за діаметром свердловин у діапазоні 98 — 311 мм
(3 7/8 — 12 1/4 дюйма); — можливість багатовибійного буріння з однієї свердловини.
Недоліки профілів із середнім радіусом викривлення — можуть знадобитися деякі спеціальні інструменти, наприклад КНБК з подвійним перекосом; — потрібні спеціальні методи буріння (наприклад, відсутність обертання бурильної колони при роботі КНБК на ділянці набору зенітного кута ускладнює очищення свердловини). Якщо потрібне обертання бурильної колони (наприклад, для проробки свердловини), великі циклічні напруження вигину прискорюють втому матеріалів елементів бурильної колони; — можуть знадобитися з'єднання, які не відповідають стандартним АРІ, дорожчі обсадні і бурильні труби; — більш високі інтенсивності при різкому перегині стовбура (порівняно з профілем свердловини, пробуреної по великому радіусу) обмежують можливості каротажу і схеми закінчування свердловини.

### Буріння свердловин з малим радіусом кривизни
У більшості випадків свердловина буриться вертикально і викривляється з малим радіусом безпосередньо у покрівлі пласта або в самому пласті.
Методика полягає в установці пакера з уіпстоком і відхиленням свердловини з набором зенітного кута спеціальною компоновкою для набору кута. При досягненні кута 90о, спускають спеціальну компоновку для стабілізації зенітного кута, для буріння горизонтальної ділянки.
Така компоновка для стабілізації зенітного кута приводиться в дію з допомогою труб з шарнірними з'єднаннями, які дають можливість їм обертатися в обмеженому просторі викривленої з малим радіусом свердловини. Останнім часом на деяких свердловинах використовувались системи з вибійними двигуном з шарнірними з'єднаннями для профілів з малим радіусом викривлення.
Більшість свердловин, пробурених із застосуванням такої системи, мало глибину по вертикалі меншу 3000 метрів (10 000 фут) і горизонтальні ділянки довжиною 90 — 120 м (300—400 фут), іноді вони досягали довжини 350 м (900 фут).
Однією з головних проблем при використанні цієї системи є необхідність спуску вимірювального приладу для кожного каротажу в окремих рейсах на алюмінієвій трубі. Це збільшує тривалість і вартість геофізичних досліджень свердловини.
Конструкція свердловини.
Так як профіль свердловини з малим радіусом кривизни використовується для багатовибійного буріння, більшість свердловин з малим радіусом викривлення закінчують відкритим стовбуром. Іноді спускають хвостовик з щілинними отворами.